# ゴールドマン・ショック
ゴールドマン・ショックとは、2010年4月17日に、アメリカ合衆国で証券取引委員会が、ゴールドマン・サックスを証券詐欺の疑いで民事提訴したことに端を発し、株式相場とドルが急落した現象である。

## 概要
証券取引委員会は、ゴールドマン・サックスが2007年に発行した債務担保証券（CDO）を顧客に売った際、CDOの価格を下落させることで利益をあげようというヘッジファンドがあることを顧客に十分知らせていなかったということで提訴した。米政府による金融規制強化の動きが意識され、金融機関を中心に企業業績への悪影響が懸念された。結果、ダウ平均株価が一時170ドルも下がった。ニューヨーク外国為替市場ではドル売りが加速し、一時1ドル＝91円90銭まで上伸した。週明け4月19日の日経平均株価は、先週末より193円41銭安い1万0908円77銭で取引を終えた。焦点はヘッジファンドのポールソン＆カンパニーの果たした役割。SECがゴールドマンを証券詐欺罪で訴追した点の2つは以下の通り。ゴールドマンがポールソンの投資目的を不正確に開示したかどうか。また、ゴールドマンが組成し投資家に販売した住宅ローン担保証券を選定するうえで、ポールソンがどの程度役割を果たしたかである。なお、ポールソンは今回のケースでは訴追されていない。

## 参照
- “ゴールドマン・ショックで株安・円高　東京市場に不安感”.  朝日新聞社 (2010年4月19日). 2010年4月21日時点のオリジナルよりアーカイブ。2014年10月9日閲覧。